# Märstetten
Märstetten (toponimo tedesco) è un comune svizzero di 2 784 abitanti del Canton Turgovia, nel distretto di Weinfelden.

## Storia
Nel 1975 Märstetten ha inglobato il comune soppresso di Ottoberg.

## Monumenti e luoghi d'interesse

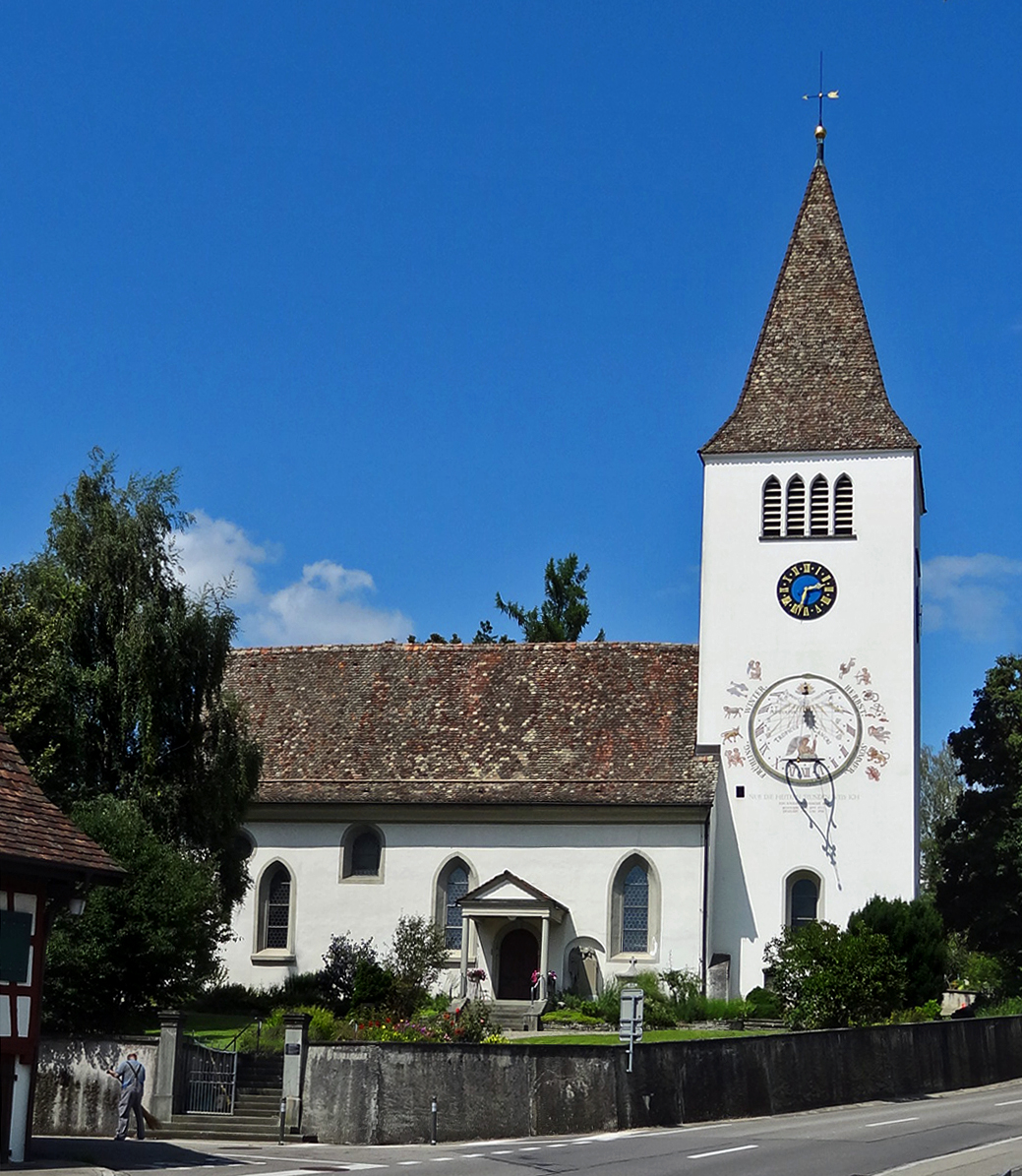
La chiesa di San Giacomo

- Chiesa riformata di San Giacomo, attestata dal 1155[1].

## Società

### Evoluzione demografica
L'evoluzione demografica è riportata nella seguente tabella (con Ottoberg):
Abitanti censiti

## Amministrazione
Ogni famiglia originaria del luogo fa parte del cosiddetto comune patriziale e ha la responsabilità della manutenzione di ogni bene ricadente all'interno dei confini del comune.

## Infrastrutture e trasporti
Märstetten è servito dall'omonima stazione sulla ferrovia Winterthur-Romanshorn.